# Lodger
Lodger är ett musikalbum av David Bowie, släppt i England den 18 maj 1979. Det spelades in i Mountain Studios, Montreux, Schweiz. Det är det sista albumet i den så kallade Berlintrilogin där Bowie samarbetade med Brian Eno. Albumet innehåller till skillnad från sina två föregångare inga instrumentala spår, och är mindre experimentellt än de. Notabelt med skivan är att olika former av världsmusik dyker upp i låtar som "African Night Flight" och "Yassassin".
Musikkritikernas mottagandet av det här albumet var inte lika entusiastiskt som varit fallet med de två tidigare skivorna. Greil Marcus från Rolling Stone skrev bland annat i sin recension att "skivan är en av hans svagaste" och "en parentes till "Heroes" ". Robert Christgau var dock mer imponerad och gav skivan ett högre betyg än han gett Low och "Heroes".
Bowie designade skivomslaget tillsammans med popkonstnären Derek Boshier. På framsidan syns Bowie som ett olycksoffer på en bild tagen med Polaroid-kamera, och inne i omslaget fanns bilder på bland annat Andrea Mantegnas målning Lamentation of Christ och en bild på Che Guevaras lik, samt bilder på Bowie själv.
Albumet blev listat som #31 i The Village Voice "Pazz & Jop"-lista 1979.

## Låtlista
Låtar där inget annat anges är skrivna av David Bowie och Brian Eno.
1. "Fantastic Voyage" - 2.55
2. "African Night Flight" - 2.54
3. "Move On" (David Bowie) - 3.16
4. "Yassassin" (David Bowie) - 4.10
5. "Red Sails" - 3.43
6. "D.J" (David Bowie, Brian Eno, Carlos Alomar) - 3.59
7. "Look Back in Anger" - 3.08
8. "Boys Keep Swinging" - 3.17
9. "Repetition" (David Bowie) - 2.59
10. "Red Money" (David Bowie, Carlos Alomar) - 4.17

### Bonusspår vid nyutgåva på CD 1991
1. "I Pray, Olé" (tidigare inte utgiven, inspelad 1979)) - 3:59
2. "Look Back in Anger" (ny version från 1988) - 6:59

## Singlar
Singlar som släpptes i samband med detta album:
- "Boys Keep Swinging"
- "D.J"

## Medverkande
- David Bowie - Sång, piano, synthesizer
- Dennis Davis - Trummor, kör
- George Murray - Bas, kör
- Carlos Alomar - Gitarr, kör
- Sean Mayes - Piano, kör
- Tony Visconti - Mandolin, gitarr, kör
- Simon House - Mandolin, violin, kör
- Adrian Belew - Mandolin, gitarr, kör
- Brian Eno - Kör

## Listplaceringar
| Lista (1979)   | Position            |
| -------------- | ------------------- |
| Frankrike      | 11                  |
| Japan          | 32 (Oricon)         |
| Kanada         | 15 (RPM)            |
| Nederländerna  | 5                   |
| Norge          | 11 (VG-lista)       |
| Nya Zeeland    | 3                   |
| Storbritannien | 4 (UK Albums Chart) |
| Sverige        | 9 (Topplistan)      |
| USA            | 20 (Billboard 200)  |
| Österrike      | 13                  |